# 拉尼永站
拉尼永站是法国的一个铁路车站，位于法国西北部城市拉尼永。

## 位置
拉尼永站位于普卢瓦雷－拉尼永铁路547.146公里处，也是该铁路的终点。站址位于拉尼永市区的南部。车站大致呈南北走向，主站房位于铁路线尽头（北侧）。

## 站台设置
| 西↑ |      |                    |
|     |      | ← 普卢瓦雷特雷戈尔 |
|     | 岛式 |                    |
|     |      | ← 普卢瓦雷特雷戈尔 |
| 东↓ |      |                    |

长途汽车站台
- 注：拉尼永站的主站房位于铁路线北侧。

## 停靠线路
以下列车线路在拉尼永站停靠：
| 拉尼永站列车线路表   |      |                  |          |              |
| 线路                 | 车种 | 上一站           | 下一站   | 大致运行频率 |
| 巴黎—拉尼永          | TGV  | 普卢瓦雷特雷戈尔 | （终点） | 每周1趟      |
| 圣布里厄/甘冈—拉尼永 | TER  | 普卢瓦雷特雷戈尔 | （终点） | 每天4~5趟    |
| 雷恩—拉尼永          | TER  | 普卢瓦雷特雷戈尔 | （终点） | 每天1趟      |
| 1. 2.                |      |                  |          |              |

## 配套交通

### 长途客车
拉尼永站配套的长途客车上下车地点位于拉尼永站东侧，是一个开放式的汽车站台。
| 停靠拉尼永站的大巴车 |                      | |
| 上下车地点           | 运营单位             | 主要线路及目的地 |
| 拉尼永站             | BREIZHGO Ti'Bus      | 6 卡旺 · 甘冈 · 普卢阿加特 · 沙泰洛德朗 · 普莱尔讷夫 · 圣布里厄 26 卢昂内克 · 特雷武特雷基涅克 · 特雷莱韦尔讷 · 庞韦南 27 罗斯佩兹 · 特雷泽尼 · 朗梅兰 · 科阿特雷旺 · 朗戈阿特 · 拉罗什若迪 · 特雷吉耶 · 特雷达尔泽克 · 普勒默尔戈捷 · 普勒达涅勒 · 莱扎尔德里厄 · 潘波勒 |
| 拉尼永站             | BREIZHGO Penn-ar-Bed | 30 普莱斯坦莱格雷夫 · 洛基雷克 · 莫尔莱 |
| 拉尼永站             | SNCF Car TER         | （当某条铁路线施工或罢工时，SNCF可能会提供途径该线路沿途站点的大巴车） |
| 1. 2. 3. 4.          |                      | |

### 城市公共交通
拉尼永站附近暂无城市公共交通线路。

### 社会车辆
拉尼永站门口设有社会车辆停车场。

## 临近车站
| 拉尼永站（Gare de Lannion）          |                      |          |
| 上行车站                             | 线路                 | 下行车站 |
| 普卢瓦雷特雷戈尔站 16.3km ←          | 普卢瓦雷－拉尼永铁路 | （终点） |
| - 本表仅显示开通客运服务的线路及车站 |                      |          |